# تسانداره
شهر تسانداره (به رومانیایی: Ţăndărei) در شهرستان یلومیتسا در کشور رومانی واقع شده‌است. جمعیت این شهر ۱۴٬۵۹۱ نفر  است.